# سیگ
سیگ (انگلیسی: SIG Combibloc Group) شرکت بسته‌بندی سوئیسی است، که در سال ۱۸۵۳ تأسیس شد.